# Michaela Drummond
Michaela Drummond, née le 5 avril 1998 à Te Awamutu, est une coureuse cycliste néo-zélandaise. Elle court sur piste et sur route. Entre 2017 et 2023, elle remporte quatre médailles aux championnats du monde sur piste, dont l'argent en poursuite par équipes en 2023.

## Biographie
En 2014, Michaela Drummond s'illustre sur piste en devenant championne d'Océanie du scratch et de l'omnium chez les juniors (moins de 19 ans). L'année suivante, elle est sacrée championne du monde de poursuite par équipes juniors, aux côtés de Bryony Botha, Holly White et Madeleine Park. Le quatuor néo-zélandais établit un nouveau record du monde junior en 4 minutes et 31,966 secondes. En 2016, elle décroche deux médailles d'argent aux championnats du monde sur piste juniors, en poursuite par équipes et sur l'omnium. Fin 2016, elle participe en tant qu'invitée aux championnats d'Australie avec Racquel Sheath, où elle remporte la médaille d'or sur la course à l'américaine.
En 2017, Drummond obtient son premier contrat avec une équipe UCI en rejoignant la formation Visit Dallas DNA. Elle court au niveau international dans la catégorie élite pour la première fois et devient championne d'Océanie du scratch. Lors de la course à l'américaine, elle remporte la médaille d'argent avec Racquel Sheath . Quelques semaines plus tard, elle est championne de Nouvelle-Zélande de l'américaine et de l'omnium. Aux mondiaux sur piste de 2017 à Hong Kong, elle est médaillée de bronze de la poursuite par équipes avec Rushlee Buchanan, Kirstie James, Jaime Nielsen et Racquel Sheath. 
En 2019, elle est sacrée championne Nouvelle-Zélande du scratch et se classe troisième du championnat de Nouvelle-Zélande sur route. Elle est à nouveau médaillée de bronze de la poursuite par équipes aux Championnats du monde sur piste de 2019. En 2023, elle décroche la médaille d'argent de la poursuite par équipes aux championnats du monde avec Ally Wollaston, Emily Shearman et Bryony Botha. Elle s'adjuge également le bronze sur le scratch. Aux championnats d'Océanie de 2024, elle remporte deux titres sur la poursuite par équipes et l'américaine, ainsi que deux médailles d'argent sur la course aux points et l'omnium.
En 2023 et 2024, Michaela Drummond obtient des succès sur les courses sur route en Europe. Elle remporte une étape du Tour cycliste féminin international de l'Ardèche en 2023. L'année suivante, au sein de l'équipe française Arkéa-B&B Hotels elle gagne une étape du Région Pays de la Loire Tour et deux étapes du Tour du Portugal.

## Palmarès sur piste

### Championnats du monde
| Édition / Épreuve     | Poursuite par équipes | Américaine | Scratch | Omnium |
| Astana 2015 (juniors) | Or                    |            |         |        |
| Aigle 2016 (juniors)  | Argent                |            |         | Argent |
| Hong Kong 2017        | Bronze                | 4e         |         | 8e     |
| Apeldoorn 2018        |                       | 13e        |         |        |
| Pruszków 2019         | Bronze                |            |         |        |
| Glasgow 2023          | Argent                |            | Bronze  |        |

### Coupe du monde
- 2016-2017
  - 2e de la poursuite par équipes à Los Angeles
  - 2e de l'américaine à Los Angeles
- 2017-2018
  - 1re de l'américaine à Santiago (avec Racquel Sheath)
  - 2e de la poursuite par équipes à Milton
  - 3e de l'américaine à Milton
- 2018-2019
  - 1re de la poursuite par équipes à Cambridge (avec Racquel Sheath, Bryony Botha, Rushlee Buchanan et Kirstie James)
  - 3e de la poursuite par équipes à Hong Kong
- 2019-2020
  - 1re de la poursuite par équipes à Hong Kong (avec Emily Shearman, Nicole Shields, Ally Wollaston et Jessie Hodges)
  - 2e de la poursuite par équipes à Brisbane
  - 3e de l'américaine à Cambridge

### Coupe des nations
- 2022
  - 2e de la poursuite par équipes à Cali
  - 3e de l'américaine à Cali
- 2023
  - 1re de la poursuite par équipes à Jakarta
- 2024
  - 1re de la poursuite par équipes à Adélaïde

### Jeux du Commonwealth
| Édition / Épreuve | Poursuite par équipes | Scratch |
| Birmingham 2022   | Argent                | Argent  |

### Championnats d'Océanie
| Édition / Épreuve | Poursuite par équipes                      | Course aux points | Américaine | Scratch | Omnium |
| 2014 (juniors)    |                                            |                   |            | Or      | Or     |
| Melbourne 2016    |                                            |                   | Argent     | Or      |        |
| Cambridge 2017    | Or (avec Botha, Buchanan, James et Sheath) |                   |            |         | Bronze |
| Adélaïde 2018     |                                            |                   | Bronze     |         |        |
| Invercargill 2019 |                                            |                   | Argent     |         | Argent |
| Cambridge 2024    | Or                                         | Argent            | Or         |         |        |

### Championnats de Nouvelle-Zélande
- Championne de Nouvelle-Zélande de l'américaine : 2017 (avec Racquel Sheath) et 2022 (avec Bryony Botha)
- Championne de Nouvelle-Zélande de l'omnium : 2017 et 2019

## Palmarès sur route

### Par années
- 2015
  - 2e du championnat de Nouvelle-Zélande sur route juniors
- 2019
  - 2e de l'Athens Twilight Criterium
  - 3e du championnat de Nouvelle-Zélande sur route
- 2023
  - 2e étape du Tour cycliste féminin international de l'Ardèche
  - 2e de la Schwalbe Classic
- 2024
  -  Championne de Nouvelle-Zélande du critérium
  - Région Pays de la Loire Tour
  - 1re et 3e étapes du Tour du Portugal

### Résultats sur les grands tours

#### Tour de France
1 participation
- 2024 : 106e

#### Tour d'Espagne
1 participation
- 2025 : abandon (7e étape)

### Classements mondiaux
| Année                                 | 2017 | 2018 | 2019 | 2020 | 2021 | 2022 | 2023 | 2024 |
| ------------------------------------- | ---- | ---- | ---- | ---- | ---- | ---- | ---- | ---- |
| Classement UCI                        | 304e | nc   | 483e | nc   | 672e | nc   | 298e | 305e |
| UCI World Tour                        | nc   | nc   | nc   | nc   | 152e | nc   | 197e | nc   |
|                                       |      |      |      |      |      |      |      |      |
| Légende : nc = non classéSource : UCI |      |      |      |      |      |      |      |      |